# Сонам Джамцо
Сонам Джамцо (нар. 14 листопада 1983, Бутан) — бутанський футболіст, півзахисник клубу «Транспорт Юнайтед» та національної збірної Бутану.

## Клубна кар'єра
Вихованець ФК «Тхімпху». З 2003 року виступав за першу команду. У 2005 році перейшов до іншого столичного клубу — «Транспорт Юнайтед».

## Кар'єра в збірній
З 2003 по 2008 рік залучався до матчів національної збірної Бутану.